# Chi-Chi's
Chi-Chi's er en mexicansk restaurantkæde etableret i 1975.
Chi-Chi's menu er en blanding mellem det texanske og mexikanske køkken med ting som fajitas, steaks, pomfritter, wraps, tortillas, nachos i forskellige versioner. På verdensplan har virksomheden mere end 130 restauranter og over 8.900 medarbejdere og i 2011 åbnede den første restaurant i Danmark. Virksomheden ophørte i USA i 2004, men har stadig restauranter i Belgien, Luxembourg, Forenede Arabiske Emirater, Kuwait og Indonesien. Chis-Chi's ophørte med deres restauranter i USA i 2004 efter en konkursbegæring og i 2003 blev restaurantkæden ramt af det største hepatitis A udbrud i USA's historie med fire døde og 660 smittede. Epidemien opstod på grund af nogle løg på en af deres restauranter i Pennsylvania.
I februar måned 2011 åbnede den første Chi-Chis i Mejlgade, Århus. Restauranten lukkede dog d. 28 juni, 2011, da denne ikke havde fået det lovede kapital fra Belgien. I dag har de dog ikke penge nok til at indberette konkurs, og restaurantens medarbejdere kan derfor ikke få udbetalt deres løn fra Lønmodtagernes Garantifond.[kilde mangler]